# Koskennurmi
Koskennurmi est un quartier du district Maaria-Paattinen à Turku en Finlande,.

## Description
Le quartier de Koskennurmi est situé au nord de Turku.
Il est bordé par Jäkärlä au sud-est, Paimala au sud, Yli-Maaria au sud-ouest, Paattinen au nord et Lieto à l'est. 
Au sud, il est délimité par Valtatie 9 et à l'ouest et au nord par la rivière Vähäjoki.
Historiquement, Koskennurmi est aussi un village qui appartenait auparavant à la municipalité de Maaria.